# Księstwo
Księstwo – państwo, którego panujący monarcha nosi tytuł księcia lub księżnej królewskiej krwi (łac. Princeps). Księstwem jest też feudalna, lub terytorialna część większej monarchii. Określenie pojawiło się w średniowieczu, gdyż wtedy ta forma monarchii była powszechna.
Księstwem określano także dzielnicę państwa podporządkowaną władcy zwierzchniemu (seniorowi).

## Typ monarchiiPrinceps
Typ monarchii wywodzi się od łacińskiego słowa Princeps oznaczającego Pierwszy. Od niego wywodzą się określenia księcia w językach m.in. ang. – prince, niem. – Fürst, Prinz czy hiszp. – príncipe.

## Współczesne monarchie będące księstwami
- Andora
- Liechtenstein
- Luksemburg
- Monako